# Medio Campidano (provins)
Medio Campidano var en provins i den italienska regionen Sardinien och dess huvudorter var Sanluri och Villacidro.  Provinsen skapades 2001 genom en utbrytning ur provinsen Cagliari och upphörde 2016. Kommunerna ingår i den nya provinsen Sydsardinien (provins).

## Världsarv i provinsen
Här finns även den sedan 1997 världsarvsklassade nuraghen Su Nuraxi di Barumini.

## Administrativ indelning
Provinsen Medio Campidano var indelad i 28 comuni (kommuner) 2015.

## Geografi
Provinsen Medio Campidano gränsade:
- i norr mot provinsen Oristano
- i öst mot provinsen Nuoro
- i syd mot provinserna Cagliari och Carbonia-Iglesias
- i väst mot Medelhavet